# Лука Турили
Лука Турили (на италиански: Luca Turilli) е италиански китарист и композитор, лидер на симфоничната пауър метъл група Рапсоди ъф файър (Rhapsody Of Fire).

## Биография
Роден е в Триест (Италия) на 5 март 1972 г. Благодарение на баща си Лука Турили още от малък се интересува от класическа музика и се научава да свири на пиано. На шестнадесет години започва уроци по китара при международно известния Артър Фалконе (Arthur Falcone).
Напуска Италия и се заселва в Лион (Франция).

## Дискография

### Лука Турили (Luca Turilli)
- King of the Nordic Twilight – 1999
- The Ancient Forest of Elves (Сингъл) – 1999
- Prophet of the Last Eclipse – 2002
- Demonheart Сингъл – 2002
- The Infinite Wonders of Creation – 2006

### Luca Turilli's Dreamquest
- Lost Horizons – 2006
- Virus (Сингъл) – 2006

### С Рапсоди ъф файър (Rhapsody Of Fire)
- Legendary Tales – 1997
- Symphony of Enchanted Lands – 1998
- Emerald Sword (Сингъл) – 1998
- Dawn of Victory – 2000
- Holy Thunderforce (Сингъл) – 2000
- Rain of a Thousand Flames (EP) – 2001
- Power of the Dragonflame – 2002
- The Dark Secret (EP) – 2004
- Symphony of Enchanted Lands II: The Dark Secret – 2004
- The Magic of the Wizard's Dream (Сингъл) – 2005
- Live in Canada 2005: The Dark Secret – 2006
- Triumph or Agony – 2006
- Visions from the Enchanted Lands (DVD) – 2007